# كاترين بيكر
كاترين بيكر (بالفرنسية: Catherine Baker)‏ هي مقالاتية وصحفية فرنسية، ولدت في 16 يوليو 1947 في ليل في فرنسا.